# CouchSurfing
CouchSurfing (от англ. couch — «кушетка, ложе» и surfing — «брожение, путешествие»), также CS, каучсёрфинг, «с дивана на диван» — социальная сеть, онлайн-сервис гостеприимства. Члены сети бесплатно предоставляют друг другу помощь и ночлег в их путешествиях. Сайт обеспечивает некоторый уровень безопасности для гостей и хозяев за счёт социального рейтинга и отзывов участников.
На 2019 год сайт объединял более 14 миллионов человек в 200 000 населенных пунктах. На 2016 год на сайте были зарегистрированы жители 240 стран.

## Идея каучсёрфинга
На сайте объявлена миссия каучсёрфинга — «создание вдохновляющего опыта». Идея состоит в том, чтобы активизировать межкультурный обмен и общение людей в дружеской неформальной обстановке. Это даёт возможность реализовать естественное желание узнавать что-то новое, обмениваться опытом в различных сферах жизни. В том числе, благодаря такому общению людей из разных стран, представителей разных культур и национальностей, они имеют возможность взглянуть на многие международные проблемы с разных сторон.

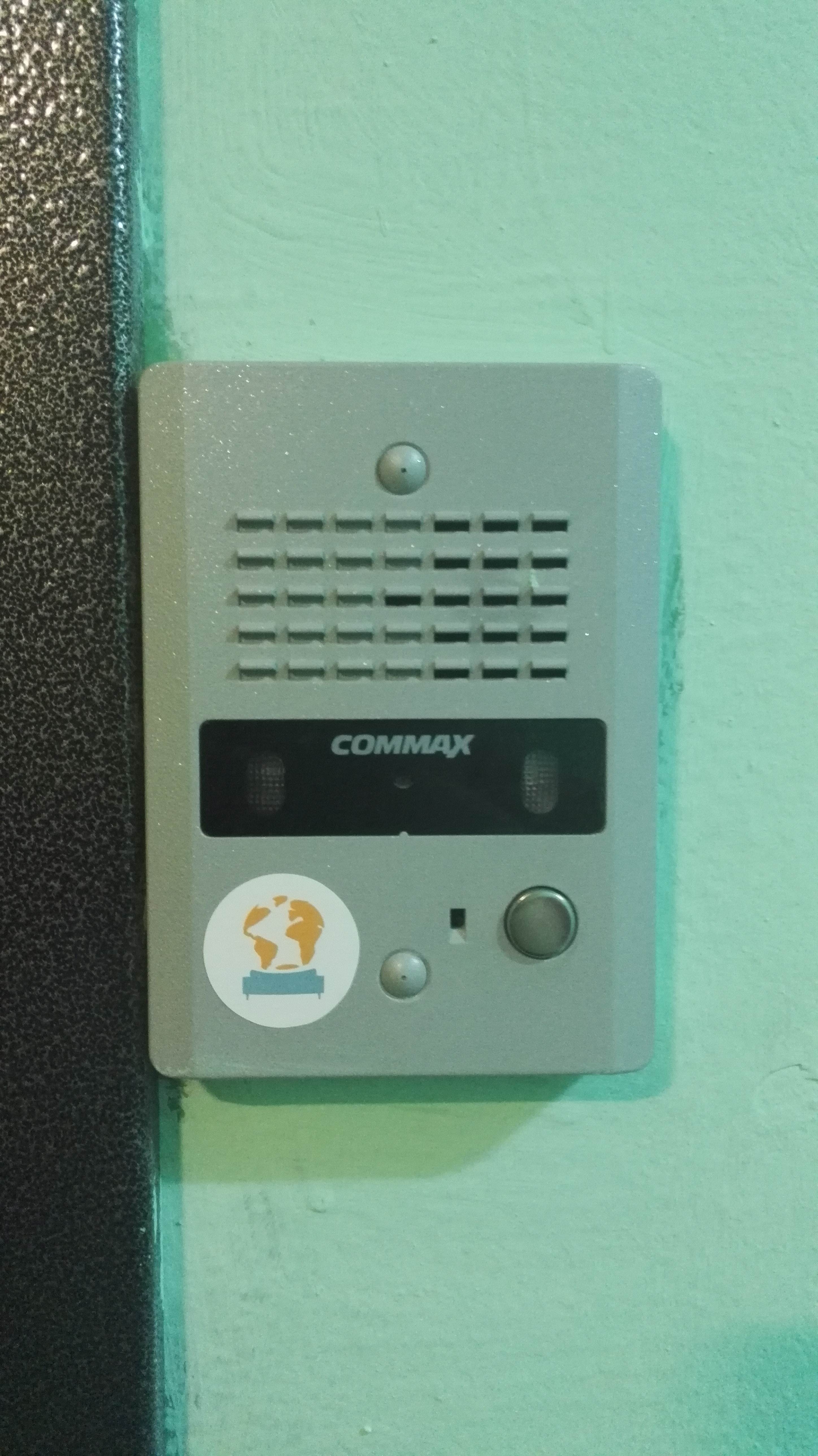
Наклейка с логотипом сети на квартирном домофоне

## История

### Создание
Идея создания такого ресурса пришла Кейси Фентону (англ. Casey Fenton) в 2000 году, когда он купил дешёвый билет в Исландию, но у него не было места, где можно было остановиться. Тогда он разослал письма более чем 1500 исландским студентам с просьбой разрешить ему остановиться у них. В результате переписки он познакомился с несколькими группами студентов, готовых показать ему «их» Рейкьявик. После того, как он провёл незабываемые выходные в Исландии, он решил, что больше не будет пользоваться услугами туристической инфраструктуры, и решил создать такой интернет-ресурс.
После этого путешествия Кейси Фентон совместно с Dan Hoffer, Sebastien Le Tuan и Leonardo Silveira стал разрабатывать сайт. В январе 2003 была запущена бета-версия сайта, а в январе 2004 сайт стал доступен широкой публике.

### Изменение модели доходов от членских взносов (2020 г.)
14 мая 2020 года во время пандемии COVID-19 компания ввела постоянный членский взнос в некоторых странах. Доступ ко всему сайту стал платным, пользователь не может войти в свой аккаунт при отсутствии оплаты. В качестве исключения владельцы сайта оставили бесплатный доступ «людям в не обслуживаемых банками и развивающихся странах», однако, какие это страны – неизвестно.

## Как это работает
Базовая регистрация и поиск до мая 2020 года были бесплатны, но так называемая «верификация» аккаунта, дающая доступ к безлимитным запросам на ночлег, стоит 60$ и требует ввода данных платежной карты. Бесплатно можно было отправить до 10 запросов в месяц. Зарегистрироваться может только человек, достигший 18 лет.

### Профиль участника
В профиле участник может рассказать о своих увлечениях, опыте путешествий, владении языками, разместить фотографии и другую информацию.
Также в профиле указывается, может ли участник принимать гостей. Если может, то он указывает количество, желательный пол гостей, условия проживания, какой транспорт ходит до его дома и т. п. Если участник не может принимать гостей, то он может поставить статус «готов встретиться и пообщаться».
Также в профиле участника отображаются отзывы о нём других участников, ссылки на профили его друзей, его вклад в развитие проекта и др.
Местонахождение участника с точностью до города автоматически определялось при входе на сайт и отображалось в его профиле. После обновлений сайта в 2015 году эта функция стала недоступна.

### Поиск места, где можно остановиться
Зарегистрированным участникам доступен поиск по анкетам по разным параметрам: географическое положение, информация об участнике, возможность принять гостей и т. п.
Человек, ищущий где остановиться, может написать личный запрос другому участнику, у которого он хотел бы остановиться, или может оставить «открытый» запрос, на который может ответить любой участник, проживающий в этом городе. В запросе обычно пишут о своих планах на путешествие (дата приезда/отъезда, на чём приезжает, чем планирует заняться,…), возможно об общих с принимающим увлечениях и другую информацию, которая может заинтересовать принимающего. Часто бывает так, что принимающий не может (или по какой-либо причине не хочет) принять гостя в указанные даты. В таком случае нужно попросить других пользователей из того же города (иногда в поиске может помочь и человек, отказавшийся принять в гости).
Кроме человека, у которого можно остановиться, также может быть полезно поискать других членов сообщества, которые смогут поводить по городу, рассказать что-нибудь интересное и т. д.

### Языки
«Родной» язык сайта — английский, но существуют версии на многих других языках, в том числе на русском. Однако общение между участниками чаще всего ведётся на английском: даже в таких группах, как «Moscow» и «Russia» большая часть сообщений пишется на английском, чтобы гости из других стран могли получать полезную информацию и участвовать в дискуссиях.

### Послы (амбассадоры)
Во многих крупных городах и/или странах есть «Послы» (Ambassadors) Каучсёрфинга — члены сообщества, активно способствующие развитию сообщества. В задачи «послов» входит приветствие новых членов сообщества, организация встреч и других событий, модерирование форума и другое.

### Мобильные приложения
Существуют мобильные приложения CouchSurfing для устройств на базе Android и iOS. Функциональность приложений охватывает поиск людей и ведение переписки. Приложения синхронизируют сообщения из базы CouchSurfing и сохраняют их на мобильном устройстве, что позволяет обращаться к ним при отсутствии интернета.
Приложение настойчиво требует верификацию, но не предупреждает, что она стоит 4000 ₽. Будьте внимательны, не сообщайте данные своей карты, если не готовы лишиться денег.

## Безопасность
Большое внимание уделяется обеспечению безопасности участников при путешествиях. Для этого существует несколько инструментов, дающих возможность узнать мнение других участников об интересующем пользователе, и система верификации имени и адреса пользователя. Также периодически администрация сайта рассылает всем участникам информацию о правилах безопасности или, реже, о выявленных мошенниках.

### Система отзывов
Каждый участник после знакомства с другим участником может оставить о нём отзыв. Отзыв показывается в профилях обоих участников. Рекомендуется оставлять отзывы только после личного знакомства (не в сети).

### Добавление в друзья
Каждый участник может добавить другого участника в друзья. При этом указывается, как и когда познакомились, общее мнение об участнике. Второй участник должен подтвердить, что он хочет, чтобы его добавили в друзья. Список друзей пользователя показывается в его профиле. Зайдя в профиль любого участника, можно посмотреть, через сколько «посредников» вы с ним знакомы (например, если у вас есть общий друг на сайте, будет показано, что вы знакомы через него).

### Система поручений
Создатели сайта выступают как доверенные лица, которые априори считаются надёжными пользователями. Они могут поручиться за другого участника, которого они очень хорошо знают. Если за участника поручились 3 человека, он тоже сможет ручаться за других. Таким образом создаётся доверенная группа участников, которые подтверждают надёжность друг друга. В профиле участника появляется значок (из четырёх сцепленных рук) и рядом с ним цифра, показывающая, сколько участников за него поручились. С 2015 года после масштабных изменений интерфейса система поручительств была отменена, но у тех участников, за кого успели поручиться, значок поручительства остаётся в разделе Old School Badges профиля участника.

### Система подтверждения подлинности имени и адреса пользователя (верификация)
Подтверждение является платным (стоимость зависит от страны) и происходит в 3 этапа. На первом этапе пользователь вводит своё настоящее имя и адрес и блокирует возможность их изменения для себя. На втором этапе пользователь отправляет определённую сумму денег через свою банковскую карту на счёт Couchsurfing, по реквизитам платежа администрация сайта может убедиться в правильности указанного имени. На третьем шаге пользователю отправляется открытка на указанный им адрес проживания. Если пользователь получил открытку, его адрес считается подтверждённым. После каждого шага в профиле появляется значок, показывающий, что данный пользователь прошёл определённый этап верификации, после полного же прохождения верификации в его профиле появляется зелёная «галочка». В системе поиска сервиса есть пункт, позволяющий искать только прошедших верификацию пользователей. С 2015 года после масштабных изменений интерфейса также добавлена опция проверки номера телефона путём отсылки СМС на указанный номер.

### Происшествия
5 марта 2009 г. в британском городе Лидс 31-летний марокканец изнасиловал 29-летнюю жительницу Гонконга, которая остановилась у него через CouchSurfing. Позднее он был приговорён к 10 годам лишения свободы.

## Организационные формы
До 2011 Couchsurfing являлся некоммерческой организацией, зарегистрированной на территории штата Нью-Гэмпшир в США. Сайт совершенствовался во многом благодаря работе волонтёров.
В 2011 году статус организации был сменён на B-corporation (англ.). Этот статус подразумевает, что целями организации является как создание пользы для общества, так и получение прибыли её владельцами. По утверждению владельцев организации, переход к новому статусу вызван тем, что статус некоммерческой организации не позволяет достаточно гибко ею управлять.
Всего за время существования Couchsurfing.com было привлечено 22,5 миллионов долларов инвестиций — 7,6 миллионов в 2011 году и 15 млн в 2012 году.

## Другие функции

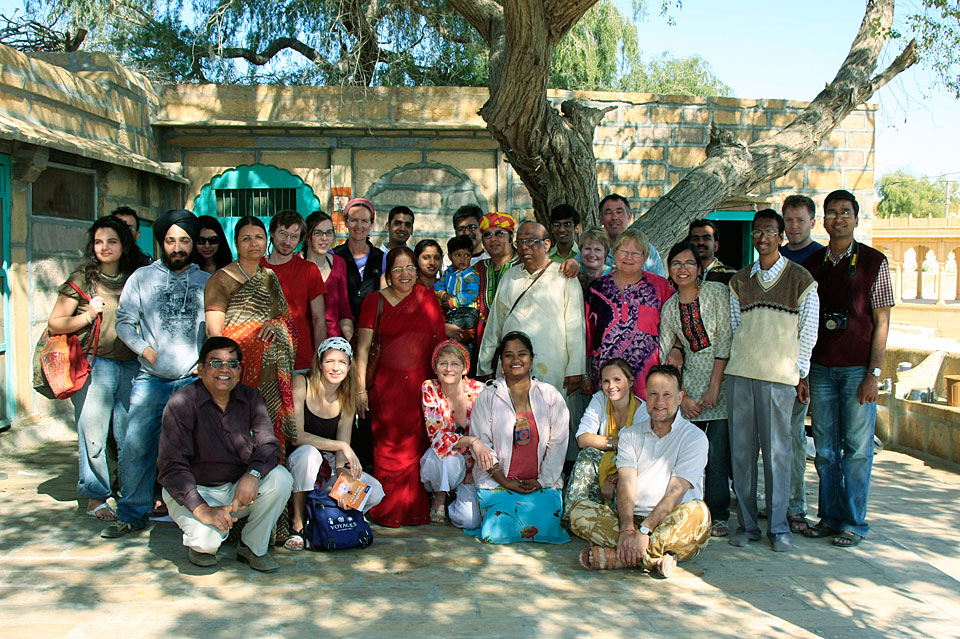
Фотография со встречи каучсёрферов

Для публичного общения на сайте используется форум, разбитый на группы. Группа включает в себя участников, объединённых чем-то общим: географическим положением, интересами и т. п.
Также есть инструмент для организации встреч (событий).
В крупных городах периодически проводятся встречи членов Couchsurfing. На них приходят как местные каучсёрферы, так и гости города. Реже проводятся крупные «слёты» каучсёрферов. Такие события позволяют не только хорошо провести время, но и познакомиться с другими членами сообщества, как из своего города, так и из других мест, узнать о культуре других стран, интересных уголках мира, особенностях путешествий в том или ином регионе мира.